# José Luis Fernández (actor español)
José Luis Fernández Expósito (nacido el 29 de diciembre de 1963) es un actor español, especialmente conocido por haber interpretado el papel de Pancho García en la popular serie de televisión Verano azul. 

## Biografía
Saltó a la fama con tan solo diecisiete años, tras haber sido seleccionado por Antonio Mercero para interpretar el papel del joven Pancho en la serie Verano azul (1981).
La producción se convirtió en un auténtico fenómeno sociológico en España y todos los jóvenes intérpretes pasaron a ser, durante meses, los rostros más famosos de la pequeña pantalla. Además de haber pasado a convertirse en uno de los más importantes hitos de la historia de la televisión en España, es seguramente, la producción más veces repuesta en el país. 
Tras la finalización de la serie, y con el fin de aprovechar la enorme popularidad adquirida, siguiendo la moda del fenómeno de las fans, en 1982, Fernández se unió a su compañero de reparto Juan José Artero (que interpretaba el papel de Javi), para formar el dúo musical Pancho y Javi. Grabaron un disco que incluía temas como Sueños de invierno o Cuando es bueno para ti, que sin embargo pasó desapercibido en las listas de ventas del país, precipitando la disolución del dúo. 
Fernández sufrió posteriormente problemas de adicción a las drogas. En 1989 fue noticia por atracar a una mujer francesa a punta de pistola. 
Posteriormente, José Luis trabajó brevemente en el teatro y después como actor de doblaje. En junio de 2012, José Luis retoma su carrera artística con la participación en la webserie Los hijos de Mambrú, de Óscar Parra de Carrizosa y Mario Bravo.
En los últimos años, ha estado totalmente apartado del mundo de la interpretación, llevando una vida anónima. No obstante, en 2022 prepara un libro de memorias sobre todo lo vivido a raíz del éxito de la serie.